# Christoph Daniel Ebeling

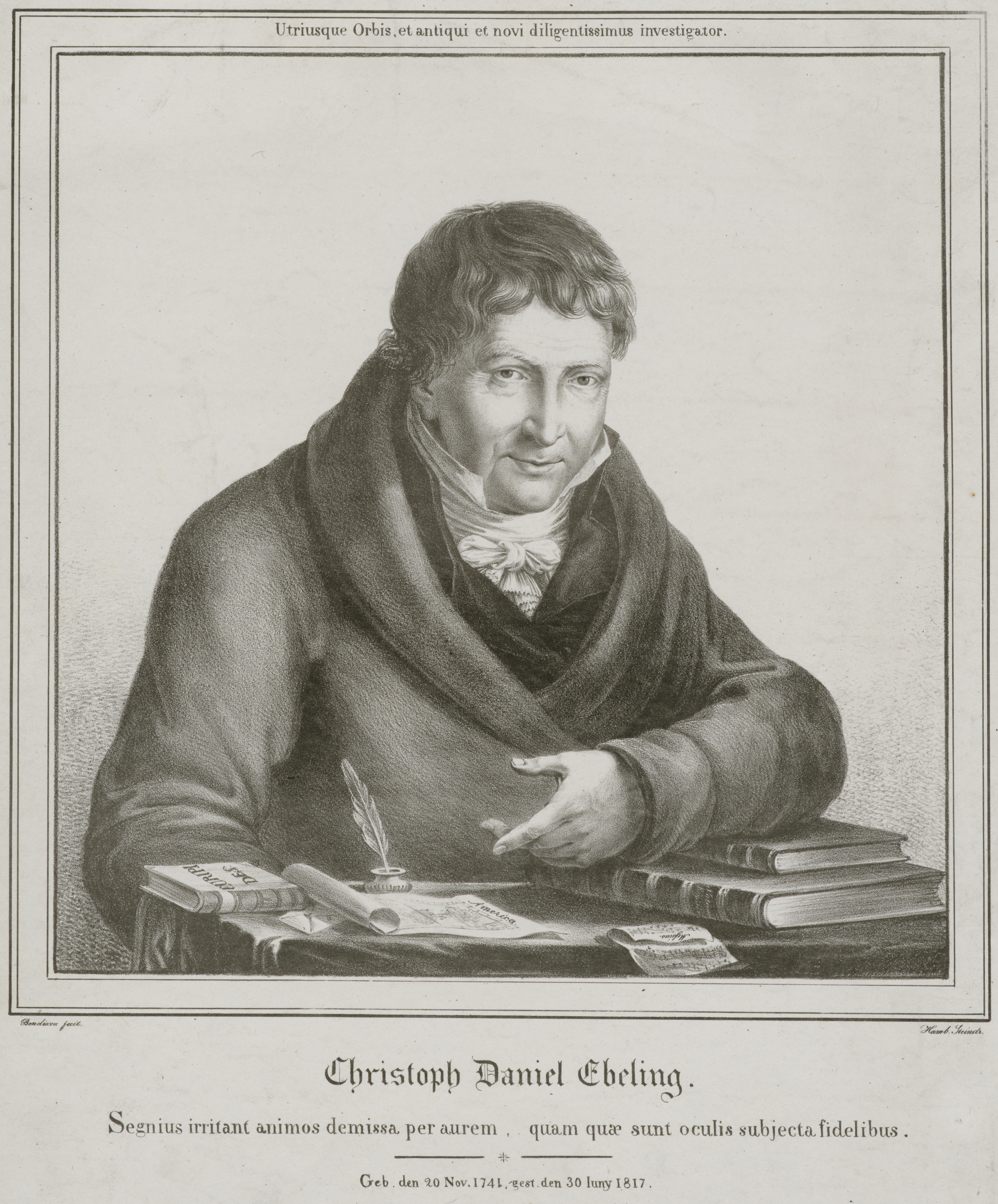
Christoph Daniel Ebeling, Kupferstich von Siegfried Detlev Bendixen (1818)

Christoph Daniel Ebeling (* 20. November 1741 in Garmissen bei Hildesheim; † 30. Juni 1817 in Hamburg) war ein Hamburger Aufklärer, Amerikanist, Pädagoge, Musikkritiker und Bibliothekar.

## Leben und Werk
Ebelings Vater Johann Just Ebeling (1715–1783) war in Hildesheim als Pastor und in Lüneburg als Superintendent tätig. Johann Dietrich Philipp Christian Ebeling (1753–1795) war ein jüngerer Bruder. Er war als Landphysicus in Parchim.
Ebeling besuchte von 1753 bis 1762 das Gymnasium Johanneum in Lüneburg und absolvierte anschließend ein vierjähriges Studium der Theologie, Philologie, Geographie und Geschichte an der Universität Göttingen. Nach einer Tätigkeit als Hauslehrer in Leipzig ging er 1769 als Lehrer an die von Johann Georg Büsch geleitete Hamburger Handelsakademie, eine Privatschule zur Ausbildung angehender Kaufleute. Im Jahr 1784 übernahm Ebeling zugleich eine Professur für Geschichte und griechische Sprache am Hamburger Akademischen Gymnasium. Wegen zunehmender Taubheit musste er seine Tätigkeit als Lehrer einstellen und war von 1799 bis zu seinem Tod im Jahr 1817 Leiter der Hamburger Stadtbibliothek.
Bereits während seines Studiums in Göttingen bei Gottfried Achenwall entwickelte Ebeling ein großes Interesse für Nordamerika. Dies veranlasste ihn während seiner Hamburger Zeit zur Veröffentlichung eines umfangreichen Werkes von Schriften zur politischen und geschichtlichen Entwicklung der Vereinigten Staaten, von denen seine in sieben Bänden zwischen 1793 und 1816 erschienene Erdbeschreibung und Geschichte von Amerika besonders hervorzuheben ist. Im Rahmen seiner Tätigkeit an der Hamburger Handelsakademie gab er gemeinsam mit dem Hamburger Mathematikprofessor Johann Georg Büsch die renommierte Wirtschaftszeitschrift Handlungsbibliothek heraus, die zwischen 1784 und 1797 in drei Bänden erschien. Auch seinen Studenten, zu denen 1790–91 Alexander von Humboldt gehörte, versuchte er die Ideale der amerikanischen Unabhängigkeitsbewegung zu vermitteln.

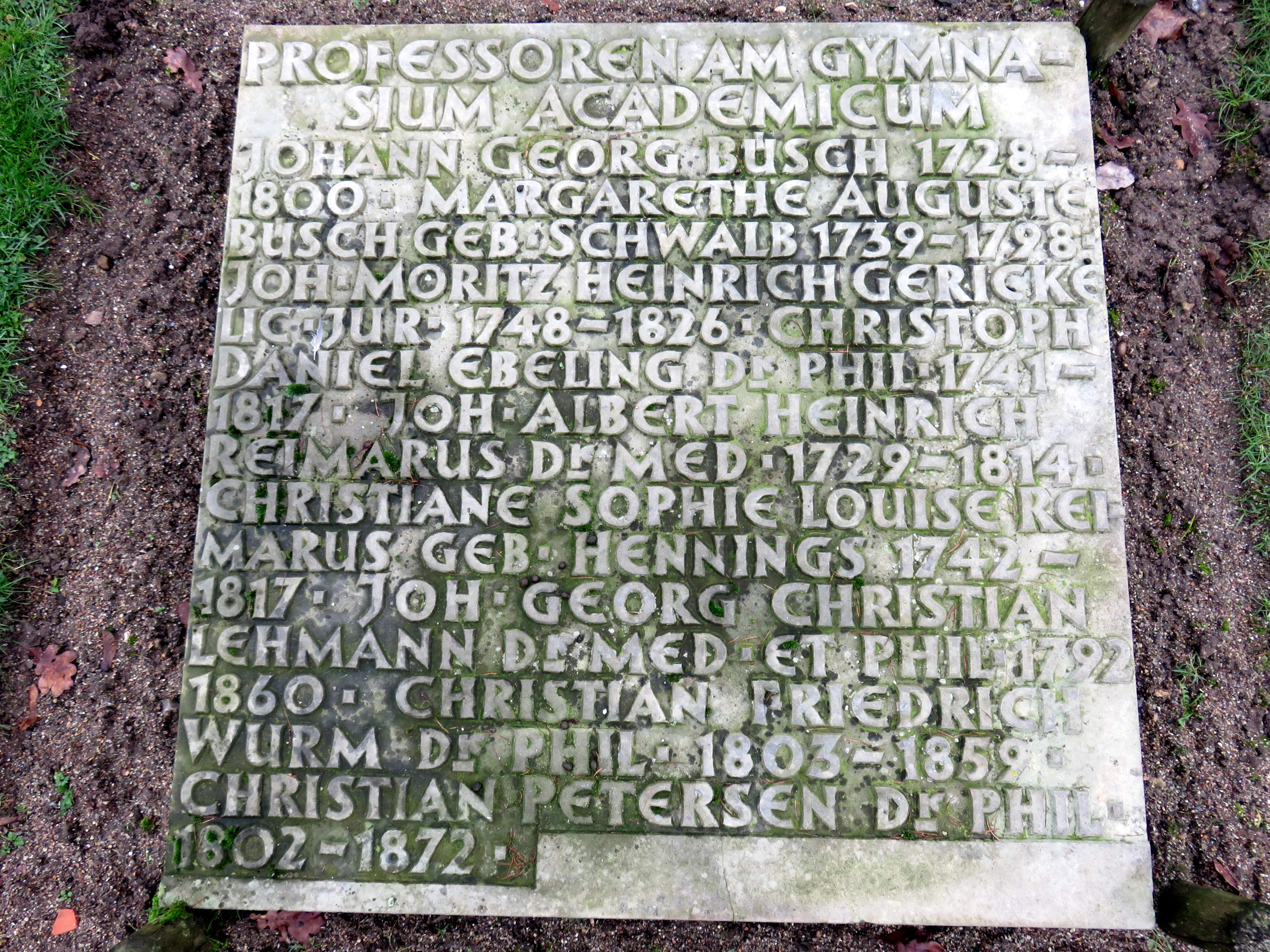
Grabmaltafel Althamburgischer Gedächtnisfriedhof Ohlsdorf

Als Leiter der Hamburger Stadtbibliothek erweiterte Ebeling den Bestand, nahm eine grundlegende Revision des veralteten Katalogsystems vor und sorgte für die zweimalige wöchentliche Öffnung. Gleichzeitig wirkte er als Literatur- und Musikkritiker, war mit Carl Philipp Emanuel Bach und Friedrich Gottlieb Klopstock befreundet und führte nach dessen Tod im Jahr 1803 die Gesamtausgabe der Klopstock’schen Werke fort. Um 1780 schuf er eine deutsche Übersetzung von Georg Friedrich Händels Messiah, die Wolfgang Amadeus Mozart für seine Bearbeitung des Messias benutzte. Darüber hinaus übersetzte er das epochemachende musikwissenschaftliche Werk des Engländers Charles Burney The present state of music in France and Italy ins Deutsche. Der seit seiner Jugend unheilbar hörgeschädigte Ebeling ertaubte gegen Ende seines Lebens gänzlich, was ihn nach eigener Aussage davon abhielt, nach Amerika überzusiedeln. Im Ausgleich dazu verschaffte er sich über die Hamburger Stadtbibliothek und die Göttinger Universitätsbibliothek vielfältiges Material über Nordamerika und baute eine rund 3.200 Bücher und annähernd 10.000 Landkarten umfassende Privatbibliothek auf, die nach seinem Tod von dem Bostoner Kaufmann Israel Thorndyke auf Anregung seines in Göttingen studierenden Sohnes gekauft und dem Harvard College gestiftet wurde.
In Amerika ist das Interesse an Ebeling weitaus größer als in Deutschland, wie schon die von William Coolidge Lane herausgegebenen Briefeditionen zeigen. Eine wissenschaftliche Gesamtdarstellung von Leben und Werk Ebelings steht – obgleich bereits mehrfach eingefordert – nach wie vor aus.
In Hamburg befindet sich im Bereich des Ohlsdorfer Althamburgischen Gedächtnisfriedhofs ein Sammelgrabmal („Professoren am Gymnasium Academicum“) zu Ehren von Christoph Daniel Ebeling und anderen.

## Schriften (Auswahl)
Herausgeberschaften
- (gemeinsam mit Johann Georg Büsch): Handlungsbibliothek, Hamburg, 3 Bände: 1.1784 – 3.1797, online abrufbar über den Dokumentenserver der Universitätsbibliothek Bielefeld, darin von Ebeling: Anmerkungen über den Handel der vereinigten Staaten in Nordamerika, von John Lord Sheffield (London 1784), übers. v. C. D. Ebeling, in Band 1, Stück 3, S. 469–505 und Stück 4, S. 521–651, sowie Nachrichten von der nordamerikanischen Nazional-Bank, in Band 2, Stück 1, S. 137–170.
- mit Peter Heinrich Christoph Brodhagen: Gottfried Christian Bohns wohlerfahrner Kaufmann, bei Gottfried Christian Bohn, Hamburg, 1789, (online).
- Amerikanische Bibliothek, Stück 1–4, Leipzig 1777–1778.
- (gemeinsam mit Dietrich Hermann Hegewisch): Amerikanisches Magazin, oder authentische Beiträge zur Erdbeschreibung, Staatskunde und Geschichte von Amerika, besonders aber der Vereinigten Staaten, Hamburg 1795–1797.
- Händels Oratorium ‚Der Messias‘, im Clavierauszuge von C. F. G. Schwencke, mit deutschem Texte von Klopstock und Ebeling, Hamburg 1809

Als Übersetzer
- Reisen durch die Mittlern Kolonien der Engländer in Nord-Amerika, nebst Anmerkungen über den Zustand der Kolonien. Von M. Andreas Burnaby … Aus dem Englischen übersetzt, mit Anmerkungen und Zusätzen von Christoph Daniel Ebeling. Bohn, Hamburg und Kiel 1776 (online. Originaltitel: Andrew Burnaby: Travels through the middle Settlements in North-America. London 1775).
- Carl Burney’s der Musik Doctors Tagebuch einer musikalischen Reise durch Frankreich und Italien, Hamburg 1772 (Originaltitel: Charles Burney: The present state of music in France and Italy. London 1771).

Eigenständige Schriften
- Erdbeschreibung und Geschichte von Amerika. Die Vereinigten Staaten von Nordamerika, 7 Bände, Hamburg 1793–1816 [Band 1 New Hampshire, Massachusetts (1793); Band 2 Rhode Island, Connecticut, Vermont, New York (1794); Band 3 New York, New Jersey (1796); Bände 4 und 6 Pennsylvania (1797, 1803); Band 5 Delaware, Maryland (1799); Band 7 Virginia (1816)].

## Porträts
- Siegfried Detlev Bendixen um 1818, bez.: Bendixen fecit./Hamb. Steindruck., Lithografie, gedruckt bei Hamburger Steindruckerei Speckter & Herterich, 53 × 43 cm[5].
- Christoph Heinrich Kniep, Daniel Beyel (1760–1823) um 1800, bez.: C.H. Kniep del./D. Beyel sc., 18 × 12 cm, Kupferstich[6].